# Cosmopolitan (magazine brésilien)
Pour les articles homonymes, voir Nova (homonymie) et Cosmopolitan.
 (mai 2015).
Si vous disposez d'ouvrages ou d'articles de référence ou si vous connaissez des sites web de qualité traitant du thème abordé ici, merci de compléter l'article en donnant les références utiles à sa vérifiabilité et en les liant à la section « Notes et références ».
Cosmopolitan  est un magazine mensuel féminin brésilien publié par Abril et fait partie du groupe international Cosmopolitan.  
Il commença à être diffusé au Brésil en septembre 1973. Selon l'éditeur Abril, le magazine avait une diffusion mensuelle de 400 000 exemplaires. Le contenu éditorial de toutes les éditions était composé des thèmes suivants : amour/sexe, vie/travail, célébrités, beauté/santé et mode/style.  
Le profil de la lectrice de Cosmopolitan est une jeune femme qui travaille et a entre 18 et 49 ans, des CSP++ et CSP+.

## Couvertures
- Deborah Secco – (n° 400) janvier 2007
- Sandy – décembre 2006
- Fernanda Vasconcellos – novembre 2006
- Patricia Barros – octobre 2006
- Raica Oliveira – septembre 2006
- Grazielli Massafera – août 2006
- Ísis Valverde – juillet 2006
- Fátima Bernardes – juin 2006
- Mariana Felício – mai 2006
- Ana Hickmann – april 2006
- Ivete Sangalo – mars 2006
- Paola Oliveira – février 2006
- Adriane Galisteu – janvier 2006
- Carolina Dieckmann – décembre 2005
- Jennifer Lopez – novembre 2005
- Bruna Magagna – octobre 2005
- Angélica – septembre 2005
- Angelina Jolie – août 2005
- Camila Rodrigues – juillet 2005
- Gabriela Duarte – juin 2005
- Grazielli Massafera – mai 2005
- Juliana Paes – avril 2005
- Mel Lisboa – marsh 2005
- Ivete Sangalo – février 2005
- Luciana Gimenez – janvier 2005
- Giselle Itié – décembre 2004
- Ana Luiza Castro – novembre 2004
- Wanessa Camargo – octobre 2004
- Carolina Dieckmann – septembre 2004
- Carol Castro – août 2004
- Angélica – juillet 2004
- Priscila Fantin – mai 2004
- Alinne Moraes – avril 2004
- Maria Fernanda Cândido – mars 2004
- Daniela Escobar – février 2004
- Maryeva – janvier 2004
- Ellen Jabour – décembre 2003
- Isabeli Fontana – novembre 2003
- Juliana Paes – octobre 2003
- Ivete Sangalo – (30 ans du magazine) septembre 2003
- Fernanda Tavares – août 2003
- Carolina Dieckmann – juin 2003
- Carolina Ferraz – mai 2003
- Giselle Itié – mars 2003
- Daniella Cicarelli – février 2003
- Mariana Ximenes – janvier 2003
- Daniela Escobar – décembre 2002
- Priscila Fantin – novembre 2002
- Patricia Silveira – octobre 2002
- Fátima Bernardes – septembre 2002
- Roberta Melara – août 2002
- Maria Fernanda Cândido – juillet 2002
- Daniella Sarahyba – juin 2002
- Ana Luiza Castro – mai 2002
- Karina Bacchi – mars 2002
- Luciana Gimenez – février 2002
- Luize Altenhofer – novembre 2001
- Angélica – octobre 2001
- Fernanda Lima – septembre 2001
- Juliana W. – août 2001
- Patricia de Sabrit – juin 2001
- Juliana Paes – mai 2001
- Daniella Sarahyba – mars 2001
- Ellen Roche – février 2001
- Luciana Gimenez – janvier 2001
- Helena Ranaldi – décembre 2000
- Alinne Moraes – novembre 2000
- Maryeva – octobre 2000
- Mariana Ximenes – septembre 2000
- Fernanda Tavares – août 2000
- Scheila Carvalho – juillet 2000
- Luma de Oliveira – mai 2000
- Luize Altenhofer – avril 2000
- Ana Hickmann – mars 2000
- Michelly Machri – février 2000
- Melanie Bitti – janvier 2000
- Gabriela Duarte – décembre 1999
- Ana Luiza Castro – novembre 1999
- Ivete Sangalo – septembre 1999
- Sheila Mello – août 1999
- Andréa Oliveira – juillet 1999
- Eliana – mai 1999
- Suzana Alves – avril 1999
- Angélica – mars 1999
- Luana Piovani – décembre 1998
- Adriane Galisteu – novembre 1998
- Ana Paula Arósio – septembre 1998
- Alinne Moraes – août 1998
- Luciana Gimenez – mai 1998
- Karina Bacchi – mars 1998
- Ivete Sangalo – janvier 1998
- Aline Moreira – décembre 1997
- Thereza Collor – septembre 1997
- Ana Hickmann – août 1997
- Maria Fernanda Cândido – mai 1997
- Scheila Carvalho – mai 1997
- Luana Piovani – avril 1997
- Cristiana Oliveira – janvier 1997
- Xuxa – mai 1996
- Helena Ranaldi – mars 1996
- Letícia Gesswein – février 1996
- Ana Paula Arósio – septembre 1995
- Adriane Galisteu – juillet 1995
- Luana Piovani – juillet 1995
- Luíza Brunet – juin 1995
- Luma de Oliveira – mai 1995
- Cláudia Raia – mars 1995
- Letícia Spiller – janvier 1995
- Ana Paula Arósio – décembre 1994
- Luíza Brunet – novembre 1994
- Cristiana Oliveira – mai 1994
- Regina Duarte, Luíza Brunet et Bruna Lombardi – (20 ans du magazine) septembre 1993
- Adriana Esteves – mai 1993
- Malu Mader – avril 1993
- Cristiana Oliveira – décembre 1992
- Carolina Ferraz – juillet 1992
- Linda Evangelista – mai 1992
- Débora Bloch – mars 1992
- Vera Fischer – mars 1992
- Daniela Mercury – février 1992
- Ana Paula Arósio – octobre 1990
- Claudia Zardo – septembre 1990
- Isadora Ribeiro – mai 1990
- Luma de Oliveira – avril 1990
- Andréa Coimbra – mars 1990
- Adriana de Oliveira – janvier 1990
- Luma de Oliveira – décembre 1988
- Maitê Proença – octobre 1989
- Regina Duarte – février 1988
- Xuxa – janvier 1988
- Cláudia Raia – septembre 1986
- Carla Rose Silva Ranucci – avril 1986
- Regina Duarte – décembre 1985
- Luíza Brunet – mai 1984
- Xuxa – avril 1983
- Bruna Lombardi – février 1980
- Sílvia Pfeifer – septembre 1979
- Jennifer O'Neill – (première couverture) septembre 1973